# Хирак
Движение Хирак, также известное как Революция улыбок или Протесты в Алжире — выступления местных жителей, начавшиеся в феврале 2019 года в разных городах Алжира против выдвижения 82-летнего президента Алжира Абдель Азиза Бутефлики своей кандидатуры на пятый срок.

## Предпосылки
С 1991 по 1999 год в Алжире продолжалась кровопролитная гражданская война между правительственными силами и исламистами. В 1999 году на выборах с большим перевесом победил Абдель Азиза Бутефлика, устраивавший все стороны. Он объявил «политику национального примирения», включавшая в себя массовую амнистию и интеграцию части исламистов в общество. Со временем экономическая и внешнеполитическая ситуация стабилизировалась, но режим стал всё более авторитарным. В начале 2010-х годов в стране начались волнения, вызванные ростом цен на продукты питания и безработицей. Благодаря субсидиям на продукты и прочим экономическим мерам, а также политической либерализации, с протестами удалось справиться. В 2013 году Бутефлика пережил инсульт, после чего передвигался только на инвалидном кресле и редко появлялся на публике.

## Протесты
В феврале 2019 года Абдель Азиз Бутефлика объявил, что выдвигает свою кандидатуру на пятый президентский срок. Вскоре в нескольких регионах на севере страны, особенно в Кабилие, прошли акции протеста против продолжения правления Бутефлики, полиция не стала применять против них силу. В пятницу 22 февраля в Алжире начался митинг, который вскоре превратился в масовые протесты, распространившиеся по всем городам страны. Протестующие требовали отставки президента и действующего правительства, разработки новой конституции, и выступали против тесных контактов с Францией. 11 марта Бутефлика отказался баллотироваться на выборы, а 2 апреля подал в отставку.
Движение не имело руководителей и прибегала к мирным протестам (силмия). Большую часть протестующих составляли представители среднего класса, важную роль играла молодёжь и женщины, профсоюзы, а позже — различные общественные организации. В отличие от событий Арабской весны, в протестах участвовали как религиозное, так и светское население.
Силы, пришедшие к власти после отставки Бутефлики, не смогли завоевать доверие населения. На выборах, состоявшихся в декабре 2019, явка составила 39,8 %, а на референдуме по принятию новой конституции в ноябре 2020 года — лишь 23 %.
Со временем движение ослабло, в том числе из-за внутренних противоречий между сторонниками переговоров с властями и приверженцами радикальных изменений, а также между светскими активистами и исламистами. Дополнительной проблемой является отсутствие оппозиционных лидеров. Кроме того, пандемия коронавируса привела к прекращению протестов на 9 месяцев в 2020—2021 годах.
Правительство борется с протестами, в том числе, обвиняя активистов в поддержке терроризма, многие из них были вынуждены покинуть Алжир. Основанием для этого служит расширенная трактовка понятия терроризм, принятая властями в 2021 году.